# Psaliodes endotrichiata
Psaliodes endotrichiata är en fjärilsart som beskrevs av Pieter Cornelius Tobias Snellen 1874. Psaliodes endotrichiata ingår i släktet Psaliodes och familjen mätare. Inga underarter finns listade i Catalogue of Life.